# Dwm

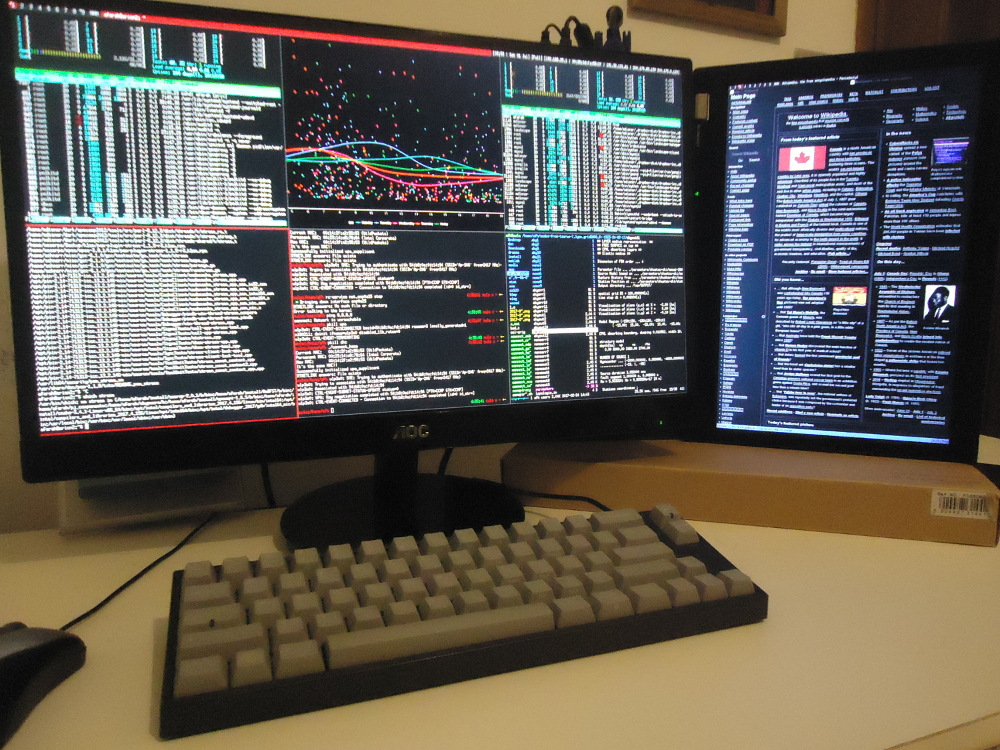
dwm 的xinerama支持：同时在两个屏幕上平铺

dwm是一款极简的X視窗系統管理器，它影响了其他几个 X 窗口管理器的开发，包括xmonad和awesome。dwm 是纯粹使用C编写的，以確保代碼簡單、性能和安全性。它没有任何配置界面，所以唯一配置它的方法是编辑源代码。该项目的指导方针之一是源代码永远不会超过2000行，并且用户可配置的选项都包含在单个头文件中。

## 特征
dwm 支持多个工作区，並它允许使用鼠标移动和调整窗口大小，為与ratpoison的最大不同。旧版本的dwm在屏幕边缘的状态栏中显示其标准输入，最近的版本改为显示根窗口的名称，该名称可以由其他进程设置。这通常用于显示将出现在其他桌面环境的中的信息，如系统负载信息、笔记本电脑电池和网络状态、音乐播放器信息等。此任务栏常常與dmenu搭配使用，其為由相同的开发人员提供的命令行应用程序启动器。dwm 中的焦点跟随鼠标，除了显示焦点的边框外，没有任何窗口装饰。由于 dwm 的配置過程相当于修补源代码，因此许多其他选项都是可能的。

## 菜单
dmenu 是 dwm 项目的一部分，為鍵盤控制的選單实用程序，通常由用户配置的组合键调用。dmenu 在屏幕顶部边缘显示其标准输入流，即用戶輸入。这通常用于从用户的$PATH中載入可执行名称列表，但 dmenu 可用于任何需要菜單的場合。用户可以开始键入程序名称，dmenu 将缩小列表以仅显示与用户键入的内容匹配的子字串。用户还可以使用箭头键来导航菜单。当做出选择时，dmenu 将选定的文本发送到标准输出流 ，它通常通过管道传输到殼層以启动程序。命令行选项可以改变菜单的字体和颜色，使搜索不区分大小写，以及将菜单切换到垂直方向或将其放置在屏幕底部。默认情况下，仅支持X Font Server字体，但用戶可以透過打补丁來使用Xft启用TrueType字体。
dmenu 在功能上类似于应用程序启动器，例如 Linux 的Katapult或GNOME Do或MacOS的LaunchBar和Quicksilver，因为它允许使用键盘从图形环境快速启动程序。
除了 dwm，dmenu 经常与其他窗口管理器一起使用，如xmonad，Openbox以及其他软件，如uzbl网络浏览器。 

## 分叉和补丁
dwm 一直是一个有影响力的项目；许多其他窗口管理器都是基于 dwm 的源代码或受其启发的。可以在官方网站上找到大量的分叉和补丁列表。以下是一些著名的例子：
- awesome使用FreeType支持、可重新配置性、使用Lua脚本自定義、主题和更多布局类型扩展了 dwm。
- xmonad是Haskell中的 dwm 重写。